# Лыаёль (приток Лемъю)
Лыаёль — река в России, протекает в округе Вуктыл Республики Коми. Левый приток Лемъю.

## География
Устье реки находится в 47 км по левому берегу реки Лемъю. Длина реки составляет 21 км. По берегам реки имеются поверхностные выходы нефти, разработка которых планировалась в начале XX века.

## Этимология гидронима
Лыаёль от коми лыа — «песок» и ёль — «ручей», «лесная речка».

## Данные водного реестра
По данным государственного водного реестра России относится к Двинско-Печорскому бассейновому округу, водохозяйственный участок реки — Печора от водомерного поста у посёлка Шердино до впадения реки Уса, речной подбассейн реки — бассейны притоков Печоры до впадения Усы. Речной бассейн реки — Печора.
Код объекта в государственном водном реестре — 03050100212103000061357.